# Walas Kwakiutl
Walas Kwakiutl  /='the great kwakiutl'/ (Kod raznih autora nazivaju se i Lakwi’lala, Lakwilala, Lâ’kuilila, Lock-qua-lilas, Wa’las Kwa-kiutl, Waw-lis-knahkewlth, Waw-lis-knahk-newith), jedno od četiri ili pet plemena iz skupine pravih Kwakiutl Indijanaca u području Fort Ruperta u kanadskoj provinciji Britanska Kolumbija. Ranije su bili poznati kao Lakwilala, od kojih se dio pomiješao (u drugoj polovici 19. stoljeća) s malenim plemenom Tlitlekit, stvorivši novo pleme, Komkutis. Dio ih je prema Boasu živio s Kwixa Indijancima u selu K’abilis, a ostali u Adap’e na Turnour Islandu. 
Sastojali su se od rodova (gentes): Tsentsenkaio, Gyekem, Waulipoe, Tlekem i Tletlkete. Populacija 30 (1889), tada su bili zadnji puta samostalno popisani

## Vanjske poveznice
- Kwakiutl Indian Tribe History